# Запис Илића храст (Чепуре)
Запис Илића храст (Чепуре) се налази на парцели чији је власник Илић Горан.

## Локација
| Општина             | Параћин                                                          |
| Катастарска општина | Чепуре                                                           |
| Потес               | Јелење                                                           |
| Координате          | 43° 51′ 02″ С; 21° 23′ 20″ И / 43.850499999999997° С; 21.3888° И |
| Надморска висина    | 125m                                                             |

## Карактеристике
Дендрометријске вредности утврђене на терену и сателитским снимцима:
| Стабло                     | Храст |
| Висина стабла              | m     |
| Обим дебла                 | m     |
| Пречник крошње             | 15m   |
| Пречник дебла              | m     |
| Висина дебла до прве гране | m     |

## База записа
Запис је у оквиру Викимедија пројекта "Запис - Свето дрво" заведен под редним бројем 0629.